# Henry Seiling
Henry Seiling – amerykański przeciągacz liny, złoty medalista igrzysk olimpijskich.
Seiling reprezentował Stany Zjednoczone na Letnich Igrzyskach Olimpijskich 1904 w Saint Louis. Był członkiem pięcioosobowego zespołu Milwaukee Athletic Club rywalizującego w przeciąganiu liny. W finale zespół z Milwaukee pokonał inną amerykańską drużynę, St. Louis Southwest Turnverein 1.
Podobnie jak wszyscy członkowie Milwaukee AC pochodził z Chicago. Podczas IO 1904 w przeciąganiu liny brał udział William Seiling, jednak nie ma dowodów na powiązania między nim a Henrym Seilingiem.